# Draft NBA 1956

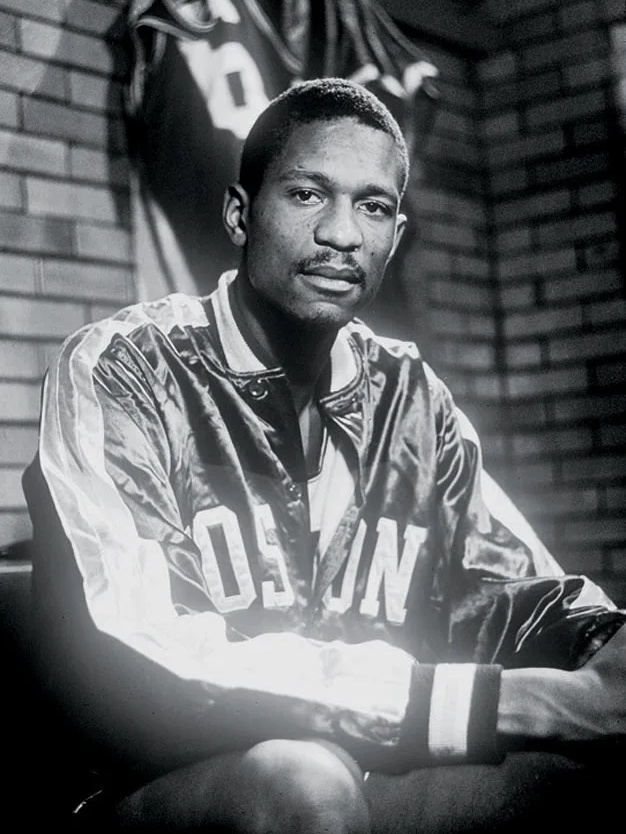
Bill Russell, uno dei protagonisti del Draft NBA del 1956

Il Draft NBA 1956 si è svolto il 30 aprile 1956 a New York in 12 turni di scelta e una scelta territoriale.
Il più famoso giocatore scelto in questo draft è sicuramente Bill Russell proveniente dalla University of San Francisco.

## Scelta territoriale
|  | = All-Star     |
|  | = Hall of Fame |

| Scelta | Giocatore    | Nazionalità | Squadra NBA    | Scuola/ex squadra |
| ------ | ------------ | ----------- | -------------- | ----------------- |
|        | Tom Heinsohn | Stati Uniti | Boston Celtics | Holy Cross        |

## Giocatori scelti al 1º giro
| Scelta | Giocatore       | Nazionalità | Squadra NBA           | Scuola/ex squadra |
| ------ | --------------- | ----------- | --------------------- | ----------------- |
| 1      | Sihugo Green    | Stati Uniti | Rochester Royals      | Duquesne          |
| 2      | Bill Russell    | Stati Uniti | St. Louis Hawks       | San Francisco     |
| 3      | Jim Paxson      | Stati Uniti | Minneapolis Lakers    | Dayton            |
| 4      | Ronnie Shavlik  | Stati Uniti | New York Knicks       | North Carolina    |
| 5      | Joe Holup       | Stati Uniti | Syracuse Nationals    | George Washington |
| 6      | Ron Sobieszczyk | Stati Uniti | Fort Wayne Pistons    | DePaul            |
| 7      | Hal Lear        | Stati Uniti | Philadelphia Warriors | Temple            |

## Giocatori scelti al 2º giro
| Scelta | Giocatore     | Nazionalità | Squadra NBA           | Scuola/ex squadra |
| ------ | ------------- | ----------- | --------------------- | ----------------- |
| 8      | Bob Burrow    | Stati Uniti | Rochester Royals      | Kentucky          |
| 9      | Willie Naulls | Stati Uniti | St. Louis Hawks       | UCLA              |
| 10     | Terry Rand    | Stati Uniti | Minneapolis Lakers    | Marquette         |
| 11     | Gary Bergen   | Stati Uniti | New York Knicks       | Utah              |
| 12     | Paul Judson   | Stati Uniti | Syracuse Nationals    | Illinois          |
| 13     | K.C. Jones    | Stati Uniti | Boston Celtics        | San Francisco     |
| 14     | Bob Kessler   | Stati Uniti | Fort Wayne Pistons    | Maryland          |
| 15     | Phil Rollins  | Stati Uniti | Philadelphia Warriors | Louisville        |

## Giocatori scelti al 3º giro
| Scelta | Giocatore     | Nazionalità | Squadra NBA        | Scuola/ex squadra |
| ------ | ------------- | ----------- | ------------------ | ----------------- |
| 16     | Dave Piontek  | Stati Uniti | Rochester Royals   | Xavier (OH)       |
| 17     | Darrell Floyd | Stati Uniti | St. Louis Hawks    | Furman            |
| 18     | Jerry Bird    | Stati Uniti | Minneapolis Lakers | Kentucky          |
| 19     | Jerry Harper  | Stati Uniti | New York Knicks    | Alabama           |
| 20     | Forest Able   | Stati Uniti | Syracuse Nationals | Western Kentucky  |
| 21     | George Linn   | Stati Uniti | Boston Celtics     | Alabama           |
| 22     | Bill Thieben  | Stati Uniti | Fort Wayne Pistons | Hofstra           |
| 23     | Bevo Francis  | Stati Uniti | Philadelphia 76ers | Boston Whirlwinds |

## Giocatori scelti nei giri successivi con presenze nella NBA o nella ABL
| Scelta | Giocatore       | Nazionalità | Squadra NBA        | Scuola/ex squadra |
| ------ | --------------- | ----------- | ------------------ | ----------------- |
| 24     | Johnny McCarthy | Stati Uniti | Rochester Royals   | Canisius          |
| 28     | Swede Halbrook  | Stati Uniti | Syracuse Nationals | Oregon State      |
| 29     | Dan Swartz      | Stati Uniti | Boston Celtics     | Morehead State    |
| 34     | Norm Stewart    | Stati Uniti | St. Louis Hawks    | Missouri          |
| 37     | Jim Ray         | Stati Uniti | Syracuse Nationals | Toledo            |
| 43     | Phil Jordon     | Stati Uniti | Minneapolis Lakers | Whitworth         |
| 44     | Pat Dunn        | Stati Uniti | New York Knicks    | Utah State        |
| 51     | John Barber     | Stati Uniti | Minneapolis Lakers | Cal State LA      |
| 52     | Jack Adams      | Stati Uniti | New York Knicks    | Eastern Kentucky  |
| 75     | Bob Hopkins     | Stati Uniti | Syracuse Nationals | Grambling State   |
| 91     | Elgin Baylor    | Stati Uniti | Minneapolis Lakers | Seattle           |